# Ewhurst (Hampshire)
Ewhurst – wieś w Anglii, w hrabstwie Hampshire, w dystrykcie Basingstoke and Deane. Leży 31 km na północny wschód od miasta Winchester i 77 km na zachód od Londynu.